# Posada (urbanistyka)
Posada (ros. i ukr. посад, białorus. пасад – „posad”) – na terenach dawnej Rusi przedmieście warowni (kremla) lub monastyru; rodzaj wsi służebnej (zamieszkiwanej przez kupców, rzemieślników itp.), często otoczonej własną fosą lub innymi fortyfikacjami. 
Niektóre z takich osad przekształciły się po latach w samodzielne miasta, zachowując w nazwie relikt ich pierwotnego pochodzenia np. Siergijew Posad, Pawłowski Posad, Gawriłow Posad (Гаврилов Посад), Maryjski Posad (Мариинский Посад).